# Переработка отходов
Перерабо́тка отхо́дов — деятельность, заключающаяся в обращении с отходами с целью обеспечения их повторного использования (рециклинг) в народном хозяйстве и получения сырья, энергии, изделий и материалов.
Является экологичной альтернативой обычному захоронению отходов. Позволяет сократить количество используемых ресурсов, а также снизить выбросы парниковых газов.
Переработка может предотвратить захоронение потенциально полезных материалов и сократить потребление первичного сырья, тем самым снизив потребление энергии, загрязнение воздуха (от сжигания), загрязнение воды, загрязнение почвы (от захоронения).
Согласно общепринятой иерархии ответственного потребления и обращения с отходами, на 1-е место ставят принцип снижения образования отходов, затем вторичное использование и переработку, а далее — сжигание. Метод полигонного захоронения отходов считается наименее предпочтительным вариантом.

## Переработка и утилизация

### Переработка

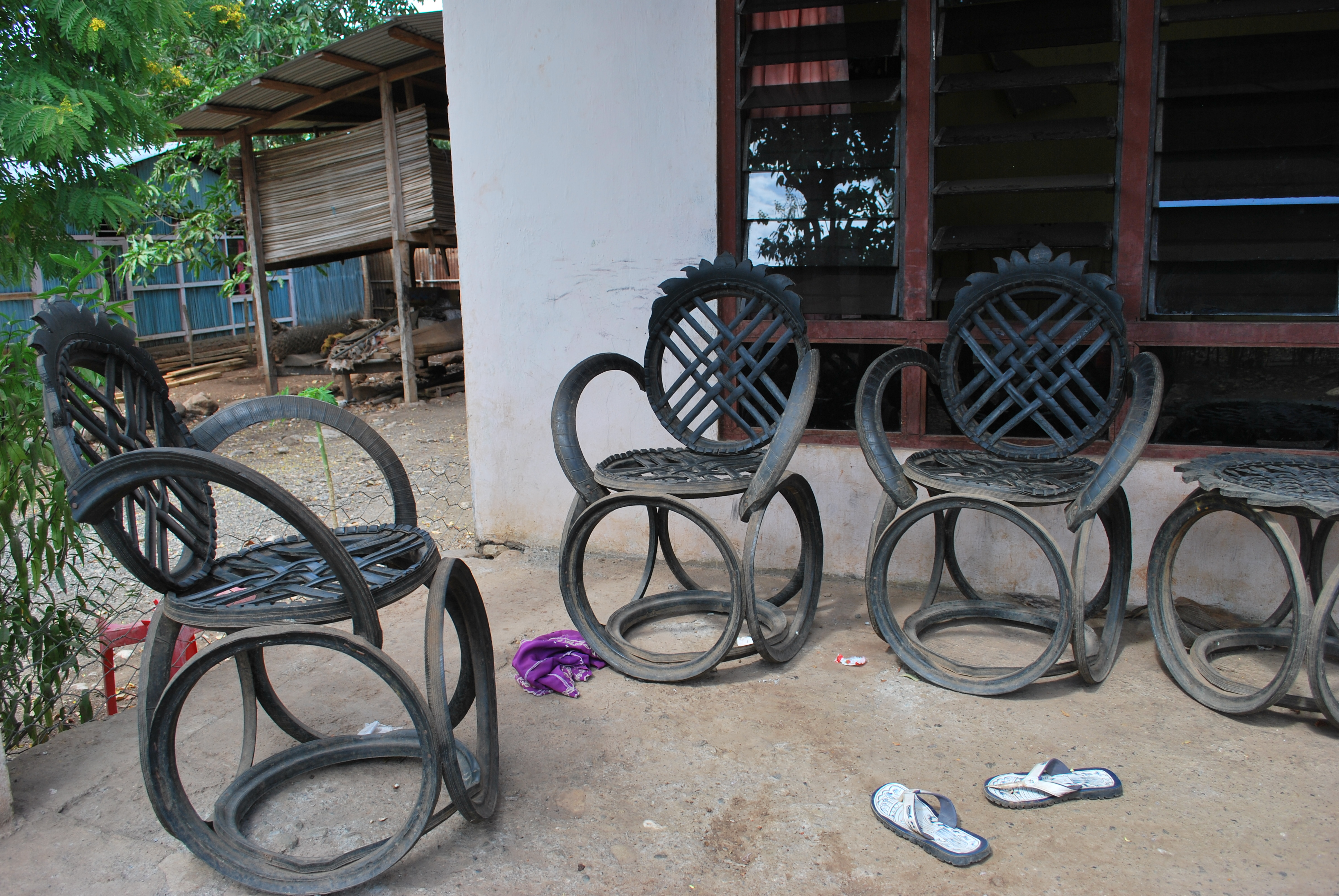
Мебель из старых шин (в Восточном Тиморе)

Переработку отходов следует отличать от утилизации. Целью переработки является превращение отходов во вторичное сырьё, энергию или продукцию с определёнными потребительскими свойствами.
Переработка отходов может включать или не включать их обработку — деятельность, направленную на изменение физического, химического или биологического состояния отходов для обеспечения последующих работ по обращению с отходами. Обработке подвергается множество извлекаемых из отходов материалов, включая стекло, бумагу, алюминий, асфальт, железо, ткани, различные виды пластика и органические отходы (источники многочисленных вредных веществ и даже бактерий и вирусов). В некоторых случаях отдельные процессы переработки отходов бывают технически нецелесообразны или экономически невыгодны из-за непомерно больших затрат материальных, транспортных, финансовых и человеческих ресурсов.
При переработке отходов могут образовываться отходы.

### Утилизация
Утилизация отходов — использование отходов для производства товаров (продукции), выполнения работ, оказания услуг, включая повторное применение отходов, в том числе повторное применение отходов по прямому назначению (рециклинг), их возврат в производственный цикл после соответствующей подготовки (регенерация), а также извлечение полезных компонентов для их повторного применения (рекуперация).
Под утилиза́цией отходов (от лат. utilis — полезный) понимается следующее:
- использование отходов на различных стадиях их технологического цикла;
- обеспечение вторичного использования или переработки отходов и отслуживших свой срок или забракованных изделий.

При проектировании современной продукции рассматривают её утилизируемость — комплекс показателей, обеспечивающих эффективную утилизацию отходов, образующихся при её производстве и эксплуатации и после вывода из обращения.
Таким образом, понятия утилизация и переработка пересекаются. Так, переработка отходов может включать их утилизацию в части вторичного использования, а утилизация может включать в себя переработку отходов в тех случаях, когда она технически возможна, технологически необходима или требуется законодательством. 
С другой стороны, утилизация не рассматривает переработку там, где отходы могут быть использованы в продукции напрямую, без переработки. 
По мнению некоторых специалистов, помимо вторичных ресурсов и отходов производства и потребления, утилизации также подлежат ресурсы, не находящие прямого применения.

### Рециклинг
Рециклинг (син. рециклизация) — возвращение отходов в процессы техногенеза.
Переработка отходов — деятельность, состоящая из отраслей и множества различных процессов. Рециклинг является одним из элементов утилизации отходов, которая является частью переработки отходов. Рециклинг отходов осуществляется повторным использованием отходов по тому же назначению, например, стеклянных бутылок после их безопасной обработки и маркировки (этикетирования), либо путём возврата отходов после обработки в производственный цикл (например жестяных банок — в производство стали; макулатуры — в производство бумаги, картона и т. п., пластикового мусора — в гранулы для последующего вторичного использования).

## Вторичное сырьё
| Полиэтилентерефталат | Полиэтилен высокой плотности (ПЭВП) | Поливинилхлорид (ПВХ)               | Полиэтилен низкой плотности (ПЭНП)       |
| Полипропилен         | Полистирол                          | Прочие пластмассы                   | АБС-пластик — акрилонитрилбутадиенстирол |
| Свинец               | Никель-кадмиевый аккумулятор        | Никель-металл-гидридный аккумулятор | Литиевый аккумулятор                     |
| Картон               | Прочая бумага                       | Бумага                              | 23 PAP                                   |

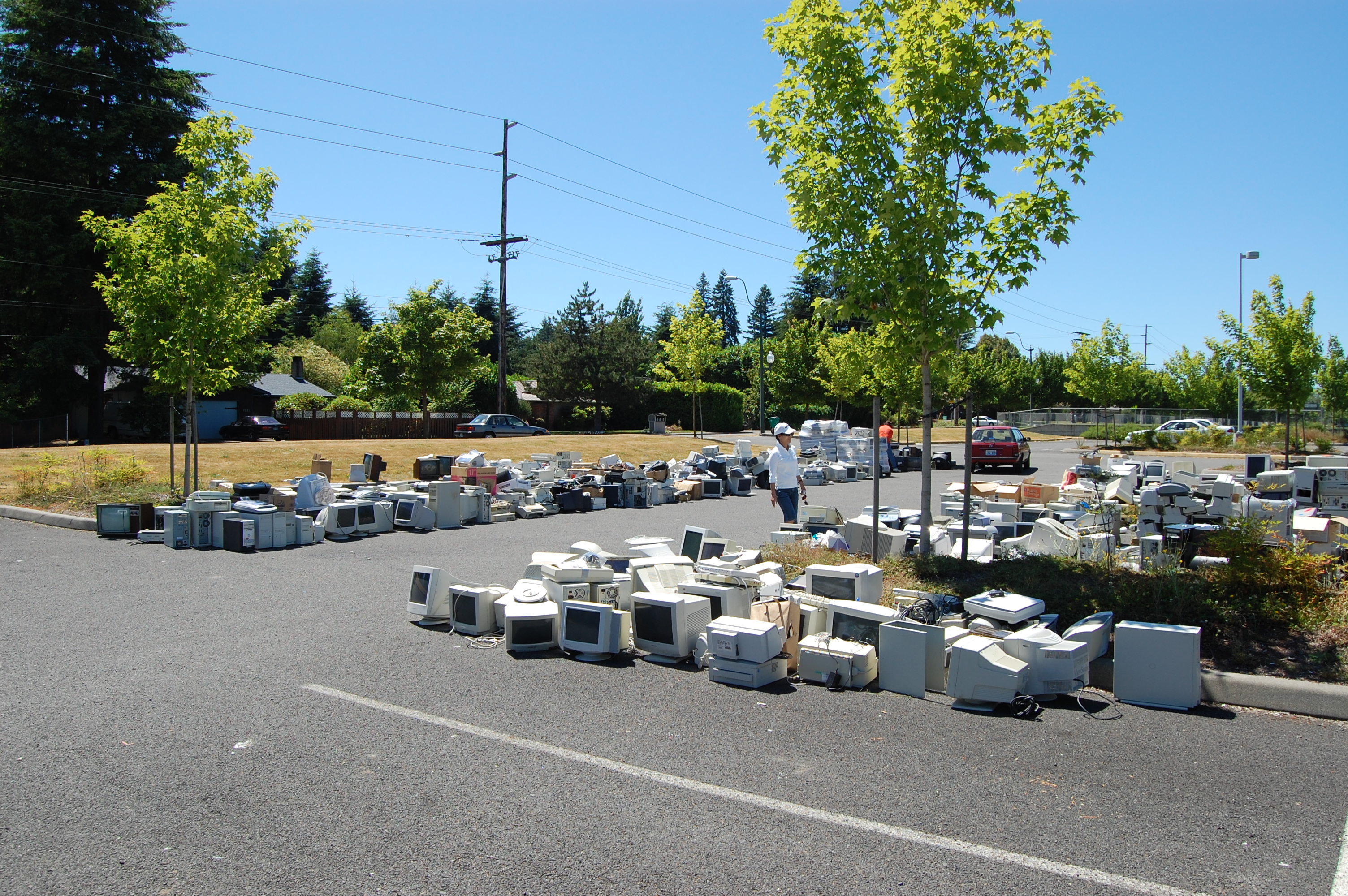
Сбор компьютеров для переработки в США

«Вторсырьём» называют только те отходы производства и потребления, которые по своей природе являются материальными ресурсами и которые возможно и целесообразно использовать вторично в качестве сырья или изделий непосредственно или после дополнительной обработки. Их отличительной чертой является то, что они не могут быть использованы повторно по прямому назначению (например, открытая потребителем консервная банка не может быть использована повторно как контейнер для пищи), однако потенциально пригодны для повторного использования в народном хозяйстве для получения сырья или изделий (консервная банка может быть переплавлена в сырьё для изготовления других металлических изделий).
Некоторые отходы возможно повторно использовать только путём их превращения в энергию. Отходы, которые используются повторно с выделением тепловой и/или электрической энергии, называются не вторичным сырьём, а вторичными энергетическими ресурсами.

### Виды вторичного сырья
- Биологическое:
  - Пищевые отходы, жиры, ассенизация;
  - Древесина[a]: сучья, стружка, листва[b];
  - Макулатура: бумага, картон, газеты, текстиль, упаковка;
- Технологическое (неорганические вещества):
  - Стекло: стеклотара, стеклобой;
  - Металлолом: чёрный, цветной, драгоценный;
  - Строительные: кирпич, бетон;
- Технологическое (органические вещества):
  - Химикаты: кислоты, щёлочи, органика;
  - Нефтепродукты[c]: масла́, битум, асфальт;
  - Пластмассы: полиэтилентерефталат (ПЭТ), поливинилхлорид (ПВХ), полиэтилен высокого давления (ПВД) и низкого (ПНД), АБС-пластик, полистирол (ПС);
  - Резина: шины, резина;
  - Сточные воды.
- Технологическое (сложные изделия, подлежащие разделению или разборке на более простые составляющие):
  - Электроника: изделия, платы, аккумуляторы, ртутные лампы, провода́;
  - Транспорт: Автомобили и другая техника;
  - Механические приборы;
  - Архитектурные сооружения;
  - Одежда и обувь, бывшие в употреблении;
  - Мебель.

## Технология переработки отходов
Многие виды отходов могут быть использованы вторично, и для каждого вида отходов есть соответствующая технология переработки.
Для разделения отходов по материалу используются различные виды сепарации. Например, для извлечения из мусора чёрных металлов используются магниты. Хлорвинил, полиэтилен низкой плотности, поливинилхлорид и источники питания так же поддаются переработке, хотя они обычно и не сортируются. Это вещества однородной консистенции, что даёт возможность легко вырабатывать из них новые материалы. Переработка многокомпонентных предметов (например, компьютеры и другое электрооборудование) довольно затруднительна, вследствие их необходимого демонтажа и сепарации.
Одним из популярных методов переработки пластика является термомеханическая переработка. Процесс выглядит следующим образом: сырьё очищают, дробят, прессуют, нагревают под давлением до расплавления и охлаждают, получая гранулы («флексы»), из которых потом можно формовать новые пластиковые изделия. Качество данных продуктов будет зависеть от степени очистки исходного сырья. Некоторые виды пластика (ПВП и ПЭТФ) выдерживают несколько циклов термомеханической обработки, другие (полистирол) — до трёх раз.
Кроме термомеханической, выделяют ещё химическую технологию переработки пластика. Если при механической переработке полимерные изделия возвращают к первоначальной форме (гранулы, чипсы или агломерат), то химическая переработка подразумевает возвращение материала к состоянию до полимеризации, то есть смеси коротких молекул мономеров. В зависимости от фазы химического превращения, данный вид переработки разделяют на разложение с помощью химических агентов и газификацию. Одно из преимуществ химической переработки состоит в возможности очистить смесь мономеров и вернуть пластик к состоянию, из которого можно делать продукт, не уступающий первичному по качеству. Но пока данным способом переработки занимаются только на уровне экспериментального производства.
Также существует перспективная, но не реализуемая в промышленных масштабах технология биопереработки. Она может быть реализована через разложение мусора ферментами бактерий, одноклеточных грибов, червей или насекомых. Существующие биобактерии способны разлагать отходы, в том числе пластик, и можно использовать их как источник энергии. Однако данный процесс намного медленнее, чем нужно, чтобы его можно было использовать для утилизации мусора. Также работа биологических агентов зависит от внешних условий. К примеру, они справляются только с мелкой фракцией мусора и при прочих равных условиях предпочитают пластику другие продукты.

### Сортировка отходов

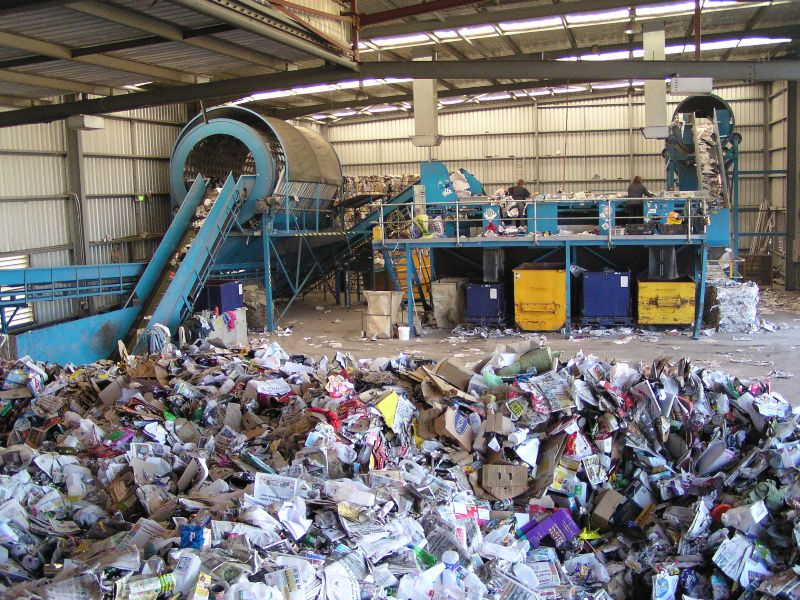
Завод по сортированию мусора в Австралии

Сортировка — выбор компонентов из смешанных (не сортированных) уже образованных в результате сбора отходов.
Разделение и/или смешение отходов согласно определённым критериям на качественно различающиеся составляющие.
Сортировка отходов осуществляется на специализированных предприятиях, комплексах сортировки, сортировочных цехах, сортировочных линиях.
Подавляющее большинство сортировочных линий в мире являются ручными. Но также существуют и автоматизированные, на которых металлы отделяются магнитом, самая мелкая фракция отсеивается механически, мусор продувается в баллистическом сепараторе и разделяется на лёгкий и тяжелый. После этого оптическая система сортирует пластики по сортам и/или цвету. На высокоавтоматизированных линиях люди-операторы работают только на первом этапе сортировки, а именно отслеживают крупные или опасные для оборудования предметы (газовые баллоны и т. п.).
В России есть закон, запрещающий захоронение некоторых полезных материалов, которые могут быть переработаны во вторичные компоненты. Однако запрет не действует, если полезные материалы содержатся в составе твёрдых коммунальных отходов (ТКО). Для правильной переработки необходимо, чтобы полезные отходы раздельно доезжали до сортировок и не смешивались в общей массе мусора.

### Высушивание отходов
Высушивание отходов (сушка) — процесс выпаривания воды из отходов для уменьшения объёма, сохранения питательных элементов.
Сушка отходов и другие способы удаления влаги из отходов и стерилизация с использованием повышения температуры известны под термином «рекуперация органики».
В результате высушивания органических фракций до помещения в ТБО/ТКО образуются новые виды сырья, такие как корма и удобрения, которые используются в отраслях животноводства и растениеводства.
Высушивание позволяет сохранить баланс потребления и утилизации на высоком уровне, сохраняя неиспользованные человеком фракции в правильном порядке устойчивого развития.
Метод сушки органического сырья наиболее распространён в развитых странах, как Р. Корея, вследствие нехватки там свободных площадей. В отличие от полигонов и зловонных свалок для сушки не требуется больших территорий, защитных мер и сооружений.
Технология сушки позволяет также использовать систему «отходы в энергию» (WTE, waste-to-energy) для использования полученного сухого органического сырья, имеющего высокую энергетическую ценность в качестве топлива для котлов, для выработки тепла, пара и/или электричества.

### Сжигание

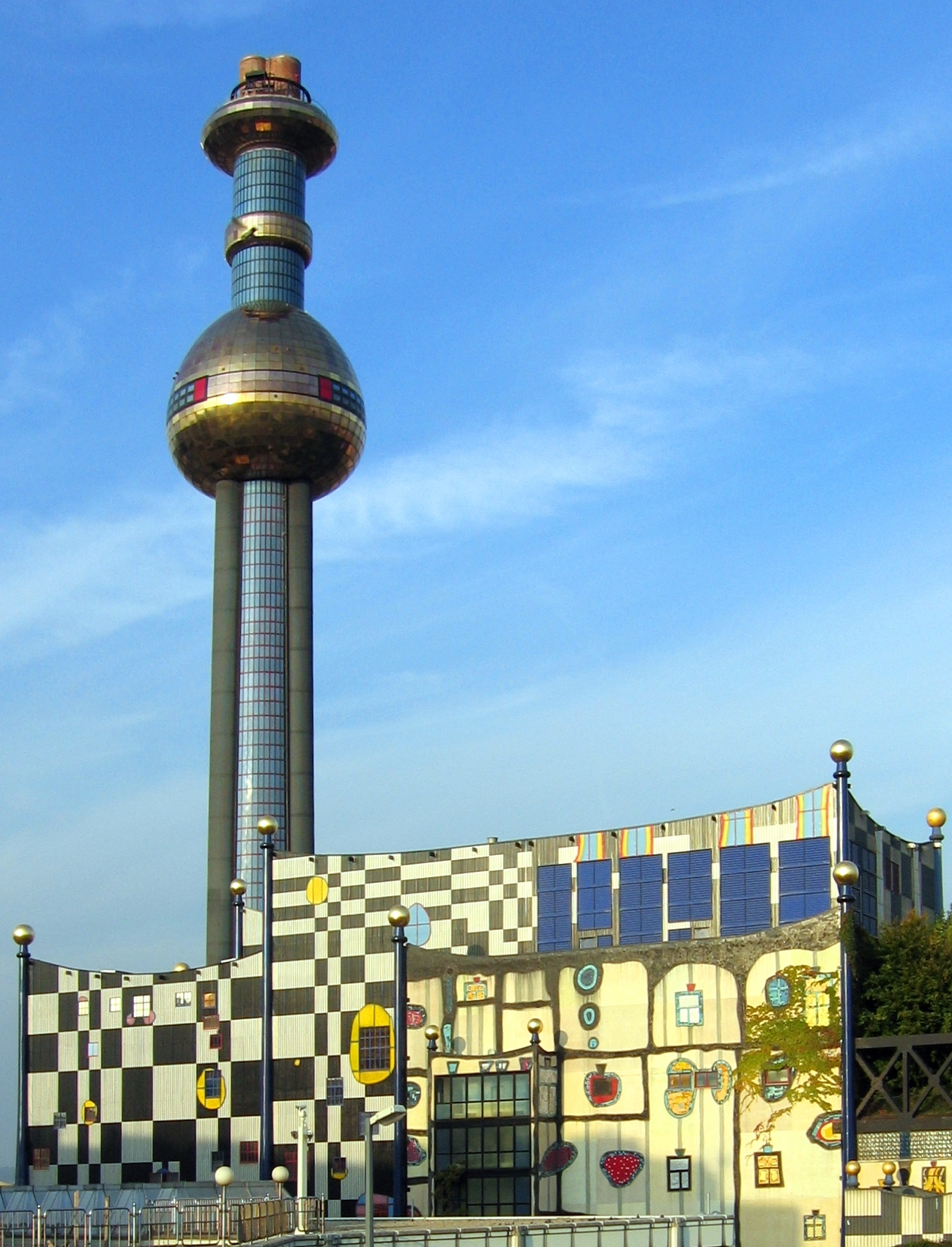
Мусоросжигательный завод в Вене

Сжигание отходов — термический процесс окисления с целью уменьшения объёма отходов, извлечения из них ценных материалов, золы или получения энергии.
Сжигание мусора и другие способы обработки отходов с использованием высоких температур известны под термином «термическая обработка».
В результате сжигания ТБО образуется зола, которая подлежит захоронению на специальном полигоне.
Метод вызывает довольно-таки много споров, поскольку обладает серьёзными недостатками.
Метод сжигания мусора наиболее распространён в таких странах, как Япония, вследствие нехватки там свободной земли (для организации свалок требуется гораздо больше территорий). 
В Европе и США стараются производить больше вторсырья, но также много и сжигается.
Отходы в энергию (WtE) или энергия из отходов (EfW) — это общепринятые термины для характеристики мест, где мусор сжигают в специальных печах или котлах для выработки тепла, пара и/или электричества.

### Обезвреживание отходов
Обезвреживание отходов — уменьшение массы отходов, изменение их состава, физических и химических свойств (включая сжигание и (или) обеззараживание на специализированных установках) в целях снижения негативного воздействия отходов на здоровье человека и окружающую среду́.
Некоторые отходы требуют обезвреживания перед размещением на свалках, полигонах или в отвалах. Так, отходы титанового производства, содержащие летучий и токсичный безводный хлорид алюминия, перед вывозом обрабатывают известью.
Медицинские отходы также требуют обезвреживания (дезинфекции). Часть медицинского пластика можно отправить на переработку, но для этого больницам нужно собирать пластиковые отходы отдельно от остальных, к тому же сортировать с учётом классов безопасности и видов. Медицинский пластик могут сортировать на специальных заводах по утилизации, но исключительно вручную, за неимением в настоящее время автоматизированных линий. Для большинства предприятий подобный вид переработки нерентабелен, так как дешевле произвести новый пластик, чем приобрести вторсырьё.
Однако в некоторых странах уже активно работают над данной ситуацией. Например, в США, Австралии и Новой Зеландии успешно перерабатывают отходы класса «А». На выходе предприятия получают полиэтилен низкого давления, ПВХ и полистирол. Из них можно снова производить медицинские предметы, не требующие стерилизации (упаковку и контейнеры), а также бытовые предметы: пакеты, ящики, трубы, канцтовары и стройматериалы. Вместе с тем на выходе иногда получается материал с неопределённым составом, который на современном этапе развития использовать затруднительно.
В России медицинские отходы — это отдельный класс отходов, порядок обращения с которыми определяют отдельные СанПиН, но в части переработки медицинского пластика законодательства нет. Тем не менее в стране есть компании, которые занимаются не только утилизацией, но и переработкой медицинских отходов.
Одни из самых объёмных промышленных отходов — это отходы углеродсодержащие, источниками которых являются Нефтедобывающая и нефтеперерабатывающая, угледобывающая и другие виды промышленности. Для их обезвреживания используют различные методы и технологии.
Современные научные разработки позволяют обезвреживать большую часть промышленных отходов, уменьшать их объём и обеспечить максимальную безопасность. Сегодня обезвреживание опасных отходов можно провести термическими, физико-химическими, химическими и другими способами. Так, например, при помощи методов окислительно-восстановительных реакций, реакций замещения происходит перевод различных токсичных и опасных соединений в нерастворимую форму.
В России основная часть макулатуры (до 75 %) используется для производства туалетной бумаги и картона (коробочного, тарного, гофрокартона).
Большинство металлов целесообразно обрабатывать для вторичного использования. Собранный металлолом идёт на переплавку. Особо выгодна переработка цветных металлов (меди, алюминия, олова), технических сплавов (победит) и некоторых чёрных металлов (чугун).
Органические отходы. Биологическая переработка отходов.
Переработка органики возможна c технологией превращения большинства из них в компост, а затем и в гумус.
Органические по своей природе отходы (отходы растительного или пищевого происхождения, макулатура) возможно перерабатывать посредством биологического компостирования и перегнивания. Получающееся в результате органическое вещество в дальнейшем используется в садоводстве и сельском хозяйстве как перегной или компост. Кроме того, выделяющийся в процессе перегнивания газ (например, метан) накапливается и затем используется для выработки электричества. Функция биологической переработки в системе управления отходами заключается в осуществлении контроля и ускорения естественного процесса разложения органических веществ.
Существует множество различных способов и технологий биологической переработки, начиная с небольших куч удобрений возле дома до переработки в специальных герметичных ёмкостях бытовых отходов в промышленном масштабе. Методы биологического перегнивания делят в основном на два типа: аэробный и анаэробный, хотя существуют и смешанные типы.
Одна из программ в рамках системы управления отходами посредством биологической переработки — программа «Зелёный контейнер», проводимая в Торонто, Канада, и призывающая бытовые органические отходы (например, отходы пищевого и растительного происхождения) сортировать по отдельным контейнерам для упрощения их дальнейшей переработки.
Ко вторичным пластмассам относят:

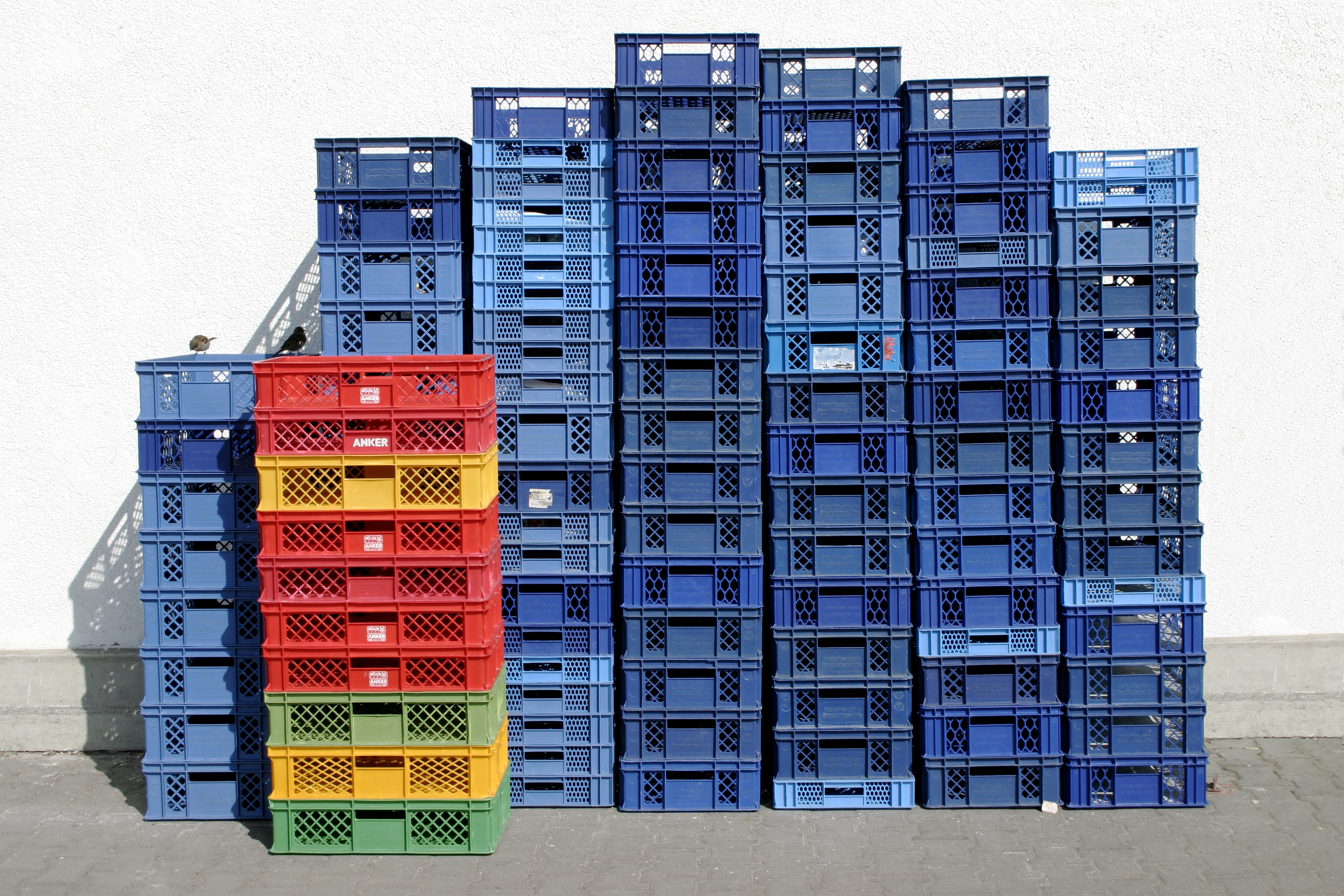
Ящики из полипропилена

- ПЭТ (ПЭТФ) — Полиэтилентерефталат➤
- ПВХ — Поливинилхлорид
- ПП — Полипропилен
- ПЭНД — Полиэтилен низкого давления
- ПЭВД — Полиэтилен высокого давления
- ПВ — Полиэтиленовый воск
- ПА — Полиамиды
- АВС — Акрилонитрилбутадиенстирол
- ПС — Полистирол
- ПК — Поликарбонаты
- ПБТ — Полибутилентерефталат

Основным механическим способом переработки отходов ПЭТ является измельчение, которому подвергаются некондиционная лента, литьевые отходы, частично вытянутые или невытянутые волокна. Такая переработка позволяет получить порошкообразные материалы и крошку для последующего литья под давлением. При измельчении физико-химические свойства полимера практически не изменяются.
При переработке механическим способом ПЭТ-тары получают флексы, качество которых определяется степенью загрязнения материала органическими частицами и содержанием в нём других полимеров (полипропилена, поливинилхлорида), бумаги от этикеток.
Физико-химические методы переработки отходов ПЭТ могут быть классифицированы следующим образом:
- деструкция отходов с целью получения мономеров или олигомеров, пригодных для получения волокна и плёнки;
- повторное плавление отходов для получения гранулята, агломерата и изделий экструзией или литьём под давлением;
- переосаждение из растворов с получением порошков для нанесения покрытий; получение композиционных материалов;
- химическая модификация для производства материалов с новыми свойствами.

Каждая из предложенных технологий имеет свои преимущества. Но далеко не все из описанных способов переработки ПЭТ применимы к отходам пищевой тары. Многие из них позволяют перерабатывать только незагрязнённые технологические отходы, оставляя незатронутой пищевую тару, как правило, сильно загрязнённую белковыми и минеральными примесями, удаление которых сопряжено со значительными затратами, что не всегда экономически целесообразно при переработке в среднем и малом масштабе.
Обработке подлежат изделия электроники — процессоры, микросхемы, радиодетали и прочие, из них извлекаются драгоценные металлы — в частности, золото, платина, медь. 

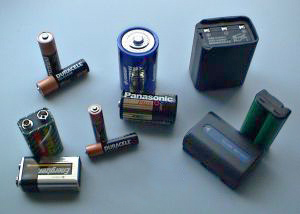
Различные батарейки

На настоящий день все типы батарей, выпускаемых в Европе, могут быть переработаны независимо от того, перезаряжаемы они или нет. Для переработки не имеет значения, заряжена ли батарея, частично разряжена или разряжена целиком.
После сбора батарей они подлежат сортировке и далее в зависимости от того, к какому типу они принадлежат, батареи отсылаются на соответствующий завод по переработке. К примеру, щелочные батареи перерабатываются в Великобритании, а никель-кадмиевые — во Франции.
Переработкой батарей в Европе занимается около 40 предприятий. Ниже приведены типы батарей и методы их переработки:
| Тип батареи             | Процесс переработки                    |
| ----------------------- | -------------------------------------- |
| Щелочные                | Гидро- и пирометаллургический процессы |
| Никель-кадмиевые        | Пирометаллургический процесс           |
| Никель-металл-гидридные | Процесс восстановления металлов        |
| Литий-ионные            | Процесс восстановления металлов        |

Эффективность переработки определяется в процентном соотношении материала, поступившего на переработку, и материала, полученного после переработки.
Стоит помнить, что точную эффективность переработки невозможно знать заранее по следующим причинам:
- состав материала, поступающего на переработку, значительно разнится от партии к партии и от страны производителя — это происходит из-за смешения батарей от разных производителей и различной степени разрядки каждой конкретной батарейки;
- в процессе переработки батареи смешиваются с другими материалами, поэтому определить точно эффективность переработки батарей и «добавочных» материалов невозможно;
- переработка включает в себя несколько стадий, каждая из которых происходит на различных производствах, поэтому границы, в которых должна измеряться эффективность переработки, неясна.

Процесс HTMR состоит из трёх основных шагов: подготовка смеси; выжигание; плавка и отливка. На этапе подготовки смеси батарей различных типов смешиваются, и из них изготавливаются брикеты, затем брикеты помещают в печь с вращающимся нагревателем (RHF) при температуре 2300 °. В процессе нагревания в камеру подводятся различные газы для ускорения сжигания лишних компонентов мусора и плавки металлов. Получаемые газовые отходы проходят систему жидкостной очистки. Полученные в RHF слитки помещают в электродуговую печь (EAF), где происходит разделение жидкой фазы металла и шлаков. Шлаки являются безопасными для здоровья, поэтому в дальнейшем они используются в строительстве зданий и дорог. Полученные слитки разделяются на болванки и плавятся с добавлением железа, до достижения стандартного состава — никель от 8 до 16 %, хром от 9 до 16 %, железо — оставшееся, незначительное содержание марганца, углерода и молибдена.
Весь текстиль поступает в сортировочный центр. Здесь происходит отбор одежды, которая ещё может быть пригодна для использования, она впоследствии поступает в благотворительные ассоциации для малоимущих, церкви и Красный Крест. Непригодная одежда проходит тщательный отбор: отделяются все металлические и пластмассовые детали (пуговицы, змейки, кнопки и пр.), затем разделяют по типу ткани (хлопок, лён, полиэстер и т. д.). Например, джинсовая ткань поступает на заводы по производству бумаги, где ткань измельчается и отмачивается, после этого процесс производства идентичен целлюлозному. Метод производства бумаги из ткани сохранился неизменным уже многие столетия и был завезён в Европу Марко Поло, когда он впервые посетил Китай. В результате получается два типа бумаги:
1. «Художественная» бумага для акварели или гравюры со своей текстурой, прочностью и долговечностью.
2. Бумага для производства банкнот.

Известно, что технику чистят и промывают водой от остатков бетона, иначе ресурс её нормальной работы будет очень быстро сокращаться. Остатки бетона после промывки техники содержат:
- инертные заполнители;
- воду и цементное молочко;
- жидкие химические добавки.

Принцип работы любой установки сводится к отделению твёрдых частиц и жидкого остатка с последующим повторным использованием полученных компонентов (рециклирование).
Центральное место в комплексе занимает установка промывки материала. При этом фактически происходит отделение мелких частиц менее 0,18 мм, связанных с водой, от более крупных (песка и различных фракций), что предотвращает затвердевание извлеченного материала. Промытый материал собирается в специальный контейнер и может применяться для приготовления бетона, а полученная вода с частицами менее 0,18 мм подается в водный бак, где с помощью мешалки они поддерживаются во взвешенном состоянии, что препятствует накоплению и затвердеванию цементного молочка.
Следующей ступенью процесса является подача сточных вод в очистительный конус, где под действием силы притяжения происходит скапливание мельчайших частиц и образование шлама. В конусе шлам удерживается до определённого состояния и передаётся в шламовый бункер. Уровень очищенной воды в башне повышается, и через переливное отверстие она попадает в промежуточный бункер, откуда может быть извлечена и использована снова в бетонном производстве.

## Переработка пластиковых отходов
По данным Гринпис, переработка пластиковых отходов наносит планете в три раза меньший урон, чем первичное производство полимеров.
В развитых странах переработка отходов, в частности полимерных, стала одной из форм бизнеса, которым занимаются государство и частные компании.
в России
Сегодня в России, по разным оценкам, подвергается переработке от 5 до 10 % всех отходов; полимерные отходы занимают в общем объёме около 8 %, из них перерабатывается максимум десятая часть.

## Переработка электроники
Обработке подлежат изделия электроники — процессоры, микросхемы, радиодетали и прочее. Из них извлекаются драгоценные металлы — в частности, золото, платина, а также медь. Радиодетали вначале сортируют по размерам, затем дробят и погружают в царскую водку, в результате чего все металлы переходят в раствор. Из раствора золото осаждается определёнными вытеснителями и восстановителями, другие металлы — сепарацией. Иногда после дробления радиодетали подвергаются отжигу.
Переработка многокомпонентных предметов (например, компьютеры, мониторы и другое электрооборудование) довольно затруднительна, вследствие их необходимогодемонтажа и сепарации.

## Вторичные энергетические ресурсы
- Биогаз
- Свалочный газ
- RDF-топливо

Получение электроэнергии

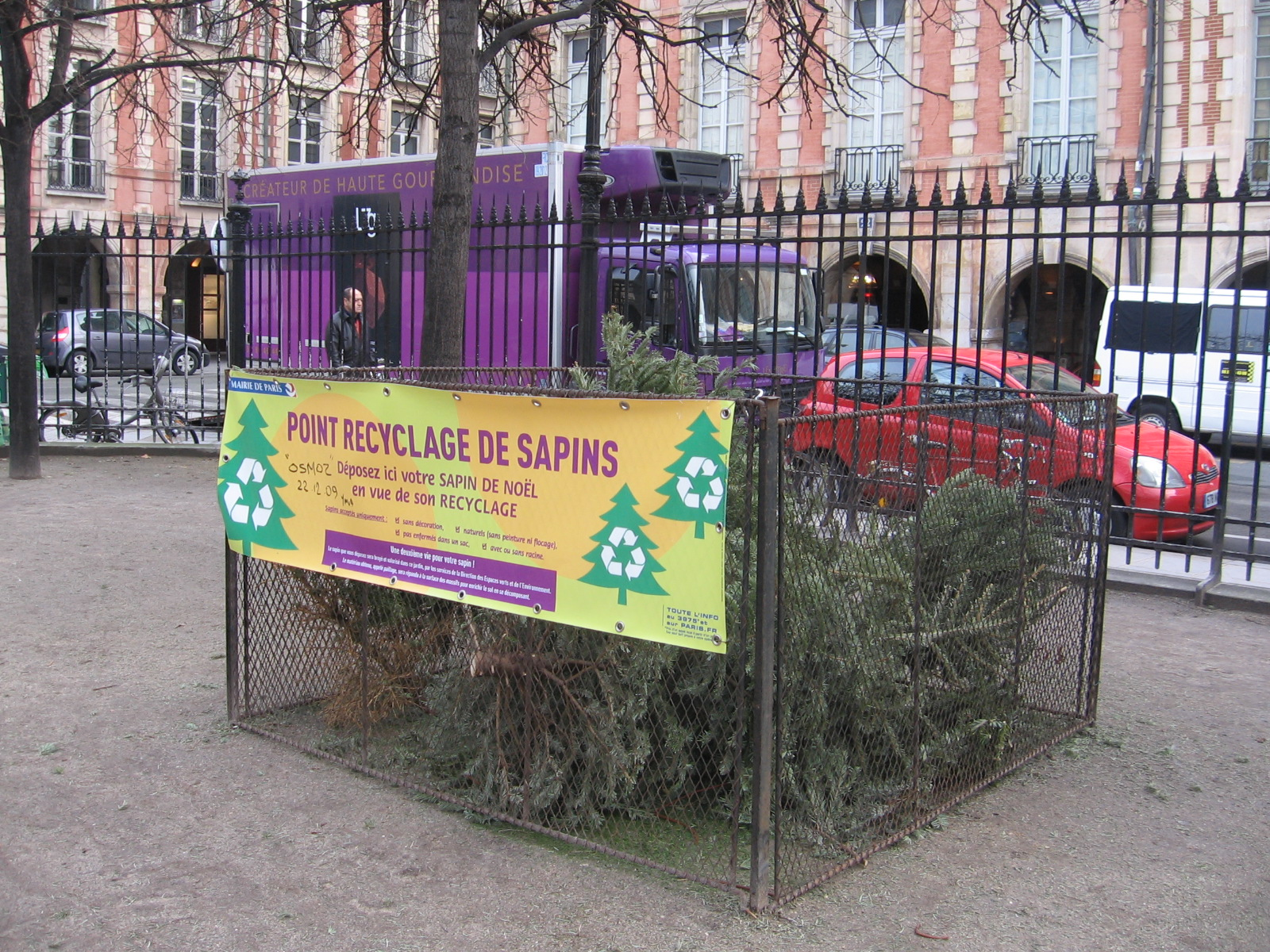
Сбор новогодних ёлок для переработки

Энергосодержащие отходы можно использовать сразу без какой-либо переработки в качестве топлива для двигателей или, переработав их, в виде любого другого вида топлива. Обработка отходов посредством использования высоких температур позволяет использовать отходы как источник топлива как для приготовления пищи и отопления помещений, так и для обеспечения работы котлов, с помощью которых вырабатывается пар  для турбин.
Пиролиз и газификация — две формы переработки отходов при высокой температуре с ограниченным доступом кислорода. Эти процессы происходят в герметичной ёмкости под высоким давлением. В процессе пиролиза твёрдых отходов получают твёрдые, жидкие и газообразные вещества. При сжигании полученных жидких и газообразных веществ можно вырабатывать энергию, а при их переработке получать другие необходимые материалы. 
При дальнейшем очищении твёрдого остатка (кокса) получают такие вещества, как активированный уголь. Обычную и плазменнодуговую газификацию используют для прямой переработки органических веществ в синтез-газ, в состав которого входят моноксид углерода и водород. 
При сжигании газа вырабатывают электричество и пар.

## Экономические факторы
| Материал   | Энергосбережение — производство заново | Сохранение от загрязнения воздуха — производство заново |
| ---------- | -------------------------------------- | ------------------------------------------------------- |
| Алюминий   | 95 %                                   | 95 %                                                    |
| Картон     | 24 %                                   | —                                                       |
| Стекло     | 5-30 %                                 | 20 %                                                    |
| Бумага     | 40 %                                   | 73 %                                                    |
| Пластмасса | 70 %                                   | —                                                       |
| Железо     | 60 %                                   | —                                                       |

В условиях рыночной экономики решения о целесообразности применения тех или иных процессов переработки отходов принимаются с учётом текущей стоимости первичного и вторичного сырья, топлива, техники, труда, капитала и прочих ресурсов. К примеру, рост стоимости горюче-смазочных материалов или падение цен на сырьё могут оказывать существенное влияние на принятие решения о целесообразности обработки отходов, направленной на превращение во вторсырьё или энергию. Если такая обработка в силу совокупности факторов убыточна, степень переработки отходов ограничивается их уничтожением или захоронением и связанными с этим процессами — сбором, хранением и транспортированием к месту уничтожения или захоронения.
В то же время отходы и закончившие свой жизненный цикл изделия часто (но не всегда) являются более дешёвым источником многих веществ и материалов, чем природные источники.
Во многих странах Европы и несколькими российскими компаниями используется экономический механизм, который называется расширенной ответственностью производителя (РОП) за утилизацию произведённых им товаров.
Механизм подразумевает, что производителя можно обязать перерабатывать определённый процент своей упаковки или кому-то платить за эту процедуру. В рамках РОП компании устанавливают специальные контейнеры для раздельного сбора, фандоматы и пункты приёма использованной тары, батареек и т. п. или делегируют сбор и переработку дочерним структурам.
С 2018 года в России подзаконные акты к ФЗ «Об отходах производства и потребления» сделали возможным введение РОП. Многие компании начали создавать соответствующую инфраструктуру. С 2019 года над новой концепцией РОП работает Минприроды, которая предусматривает отказ от участия компаний в сборе и переработке только своих товаров и введение экосбора за утилизацию всей произвёденной упаковки.

## История переработки отходов
Человечество занималось переработкой отходов с глубокой древности. В частности, в сельском хозяйстве всегда широко практиковалось повторное использование органических отходов, получаемых в процессе сельскохозяйственной и бытовой деятельности.
Начиная с 1950-х годов, переработку отходов стали рассматривать как одно из средств борьбы с загрязнением окружающей среды и рационального использования природных ресурсов и энергии.

## В России

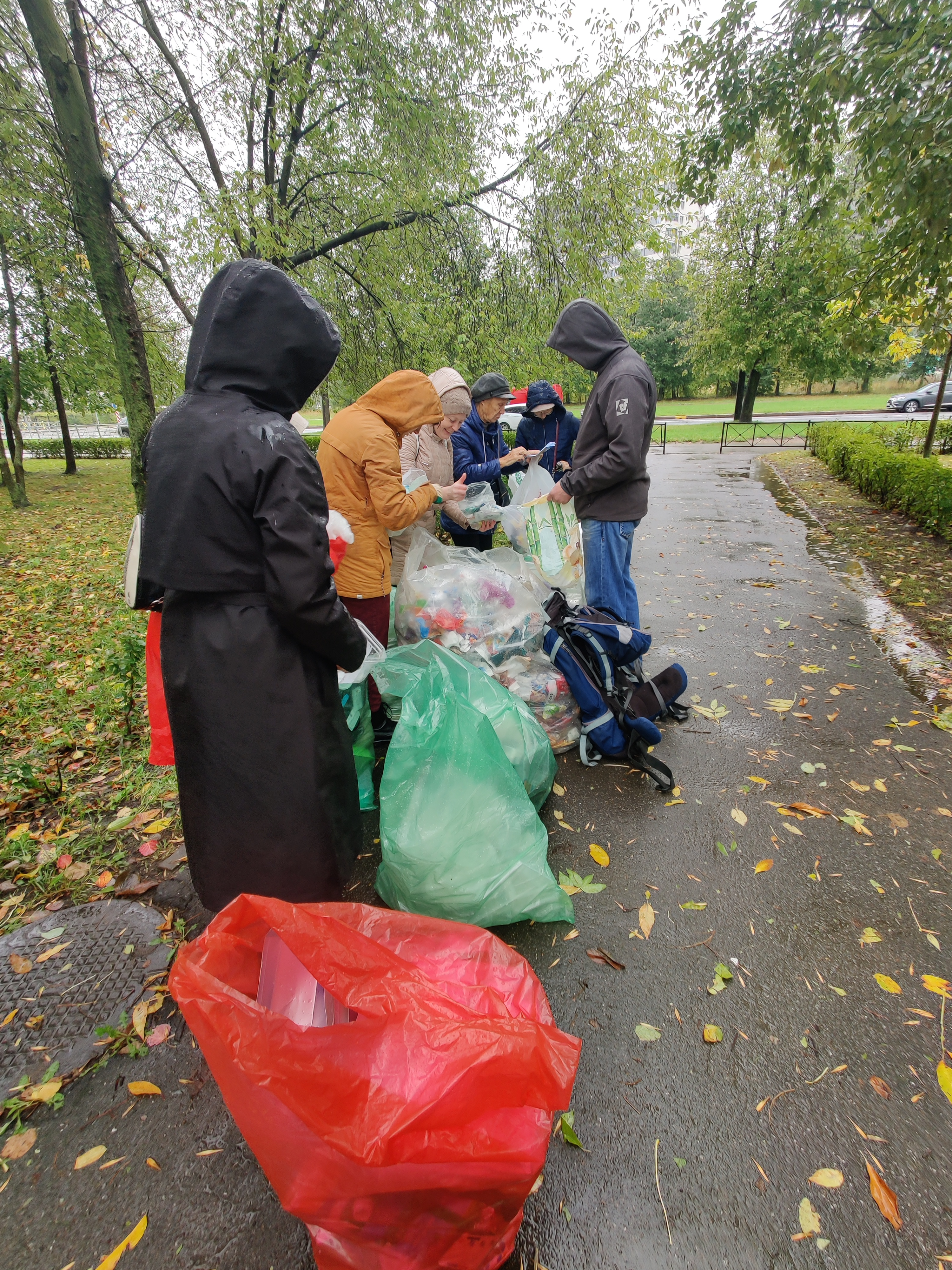
Акция «Раздельный сбор», Санкт-Петербург, октябрь 2023

Сегодня в России, по разным оценкам, подвергается переработке от 5 до 10 % всех отходов, полимерные отходы занимают в общем объёме около 8 %, из них перерабатывается максимум десятая часть.
Россия в деле утилизации отходов отстаёт от западных стран; в стране в год образуется 70 млн тонн бытовых отходов, из которых пластиковых — 3 млн тонн, а утилизируется, то есть вовлекается во вторичный оборот, всего 5–7 %, а остальное попадает на полигоны.
Культура сортировки и последующей переработки мусора только зарождается, а без неё организовать эффективную переработку пластика предприятиями сложно. Вместе с тем, работы в области переработки отходов, в том числе пластика, активно ведутся, открываются предприятия, занимающиеся таким делом по всей стране.
В России практикуются две модели, по которым пластик может быть переработан. В первом случае предполагается сбор «чистого» пластика и его последующее вовлечение в производство, а во втором — переработка отходов пластика низкого качества (например, смешанные с органикой) путём термической обработки в нафту и мазут.
К 2020 году в России преобладает способ полигонного захоронения отходов: более 90 % твёрдых коммунальных отходов отправляется на свалки и мусорные полигоны. При этом сжигается только около 5 % (с получением энергии и без) и меньше 1 % перерабатывается во вторсырьё.
С 2018 года в России действует запрет на захоронение отдельных видов отходов, одновременно с этим началось развитие программ, направленных на популяризацию раздельного сбора мусора.
В том же году правительство РФ утвердило нацпроект «Экология», который направлен на регулирование работы по улучшению экологической обстановки в России; поддерживают проект такие организации, как «СИБУР», ретейлер «ВкусВилл», РФС, Минприроды РФ и другие компании и правительственные органы.
В стране действует более 200 мусороперерабатывающих заводов, но из-за нехватки сырья (отсортированных отходов использованной тары и упаковки) мощности остаются загруженными не полностью. Дефицит сырья в стране приводил к тому, что перерабатывающие предприятия импортировали отсортированные отходы из-за рубежа, по данным РБК — в 2018 году Россия завезла импортного вторсырья на 20 млн долларов.
Многие компании самостоятельно занимаются переработкой и повторным использованием отходов. Так, ГК «ЭкоТехнологии» принимает на переработку все виды пластика, за исключением третьего и седьмого типа, на заводе ежемесячно перерабатывается до 2 200 тонн пластика от переработки ПЭТ-бутылок и 600 тонн полиэтилена; из полученного вторсырья компании могут производить упаковочную ленту или ПЭТ-гранулят, которые в дальнейшем они намерены вовлекать в производство первичной пластиковой продукции. Также, башкирский завод «Полиэф» запускает проект по вовлечению ПЭТ-флекс (хлопьев из использованной ПЭТ-упаковки) для производства первичной ПЭТ-гранулы. Регионального мусора недостаточно для масштабного производства, поэтому Минприроды и РЭО намерены оказать поддержку проекту в организации сбора пластика для вторичной переработки.
Основная трудность, которая мешает созданию новых производственных площадок для переработки отходов, — недостаточное количество отсортированных отходов и, как следствие, дефицит сырья. Перерабатывающие предприятия, расположенные в России, не в состоянии полностью загрузить мощности из-за дефицита отходов (так, компания «ТехноНИКОЛЬ», которая планирует построить в Хабаровском крае завод по переработке пластика, намерена закупать отходы для переработки в Японии).
К середине 2020-х годов в России планируется наладить во всей стране систему разделения вторичной переработки мусора.
Также предполагалось стимулировать население к разделению отходов путём снижения тарифов на вывоз мусора и позднее назначить штрафы за нарушения в сфере раздельного сбора. Первый этап данной инициативы стартовал в Московском регионе (в Москве, по словам главы департамента природопользования, систему раздельного сбора полностью внедрят к 2021 году).
К тому же в России были систематизированы все пункты приёма пластика на карте проекта Recyclemap: в 2019 году российская картографическая компания «2ГИС» отметила на своих картах все пункты раздельного сбора мусора в городах России; существует аналогичная карта, разработанная правительством. Однако, из-за нехватки мощностей для переработки пластики под номерами 3 (ПВХ) и 7 (все пластики, которые не попадают в перечень от 1 до 6) от населения практически не принимаются.
До 2011 года в России действовала система лицензирования перевозки и захоронения отходов, что привело к монополизации рынка — из-за сложности процесса, лицензию могли получить только владельцы полигонов. После отмены лицензии на рынке появилось много предпринимателей, вывозящие мусор на несанкционированные свалки, что только ухудшило ситуацию с отходами в России. Именно на борьбу со свалками и увеличение переработки пластиковых отходов была направлена Реформа обращения с отходами производства и потребления в Российской Федерации 2019 года. Согласно реформе, ответственность за переработку твёрдых коммунальных отходов лежит на региональных властях. Для этого они будут самостоятельно выбирать операторов, которые будут отвечать за весь процесс переработки и утилизации — начиная от сбора мусора и до его транспортировки, переработки и конечной утилизации. Все отходы будут проходить через мусоросортировочные заводы, чтобы отделить максимальное количество сырья, пригодного для вторичного использования. Для этого в каждом регионе установили тариф на вывоз мусора, который включили в коммунальные платежи. Однако впоследствии Министерство природных ресурсов и экологии Российской Федерации выступило с инициативой обнулить плату за вывоз раздельно собранного мусора.
В рамках стартовавшей в 2019 году мусорной реформы был создан «Российский экологический оператор» (РЭО), в его задачи входит контроль за деятельностью региональных операторов по вывозу твёрдых бытовых отходов, а также организация концессий с частными компаниями, по условиям которых последние строят необходимые инфраструктурные объекты.
В январе 2019 года президент страны В. В. Путин подписал указ о создании компании «Российский экологический оператор», которая станет единым мусорным оператором страны в форме публично-правовой компании (ППК); функции учредителя будет осуществлять Минприроды. Оператор будет заниматься госпрограммами по обращению с отходами и привлекать инвесторов для проектов по их утилизации.
В 2019 году в Московской области, а с января 2020 года в Москве заработали опытные системы раздельного сбора отходов (в некоторых регионах Центральной России РСО начал действовать гораздо раньше), система предполагает одновременное введение в эксплуатацию линии сортировки твёрдых коммунальных отходов. В России это первые попытки создать замкнутый круг рециклинга, который начинается с раздельного сбора и сортировки отходов и заканчивается производством новых товаров из переработанного сырья.
Но в настоящее время проекты узкоспециализированного сбора в России существуют чаще как частные инициативы небольшого масштаба: фандоматы для приёма ПЭТ-бутылок устанавливают бизнес-центры и крупные оптовые сети; существует проект «Добрые крышечки», в рамках которого собирают крышки из полиэтилена высокой плотности;
в центрах проекта «Собиратор» у населения принимают 55 видов отходов: от стеклотары до компакт-дисков.
Существует торговая площадка «Реактор», которая даёт возможность компаниям и населению реализовать вторичное полимерное сырьё. На Юге России есть цифровой сервис «Трэш Панда» по вывозу и утилизации вторсырья.
Для вовлечения вторичного пластика в первичный продукт нужно не только сырьё, но и инфраструктура; её в России пока немного, но новые предприятия будут появляться. Одним из наиболее перспективных проектов на сегодняшний день является производство первичной ПЭТ-гранулы с включением вторичного полиэтилентерефталата в Башкирии, которое прорабатывает СИБУР.